# Україна (пісня)
«Україно» (також відома як «Україна»; первісна назва «Поки кохаєм») — пісня, вперше виконана її автором Тарасом Петриненком у 1987 році на Першому каналі Українського радіо в ранковій інформаційно-музичній програмі.

## Історія створення
Хоча пісню вперше було записано у 1987 році, Петриненко створив її раніше, але не наважувався комусь показувати, бо розумів, що її ніде не візьмуть, бо її національна тематика не вписувалася в радянські стандарти, та навіть і сам текст («Ще наша свічка не згоріла») викликав асоціації з тоді ще забороненим «Ще не вмерла Україна». За радянської влади, що дуже упереджено ставилися до всього українського, за цю пісню легко було дістати клеймо «українського націоналіста». Як згадує автор, «тоді можна було любити лише Росію або „совєтскую Родіну“».
Уперше Петриненко записав пісню в домашніх умовах. Сталося так, що цей, власне, робочий запис під робочою-таки назвою «Поки кохаєм» «з подачі» музичного редактора Українського радіо Олександра Васильєва почув Олександр Бутко, який працював тоді заступником головного редактора інформаційних програм. На свій страх і ризик він поставив фонограму в ефір у найближчій ранковій інформаційно-музичній програмі на Першому каналі, яку вів сам. Пісня прозвучала під кінець програми як її кульмінація; плівку запускали за таймером так, щоб вона відзвучала якраз перед сигналами точного часу. То був вчинок мало не героїчний. А що пісня мала нечуваний успіх, переможців, як то кажуть, не судили. Невдовзі було зроблено студійний запис, уже під назвою «Україна», а заразом і кілька коротких інструментальних фрагментів, що стали звучати як музичні заставки Українського радіо.
Цікаво, що в тому-таки 1987 році твір прозвучав у передачі Центрального телебачення СРСР «Ранкова пошта».
У 1989 році під час першого фестивалю «Червона Рута», де Тарас Петриненко був одним із членів журі, він поза конкурсом виконав кілька пісень, зокрема «Пісня про пісню», «Чорнобильська зона», «Лівобережна — Правобережна», «Народний Рух» та «Україна».
Також у 1989 році пісня «Україна» вперше вийшла на аудіокасеті «Тарас Петриненко і гурт „Гроно“ — „Я професійний раб“» на канадсько-українському музичному лейблі «Кобза».

## У популярній культурі
- 23 січня 2005 року під-час завершення інавгурації третього президента України Віктора Ющенка Тарас Петриненко виконав пісню «Україно» на Майдані Незалежності.[9]

## Переспіви (кавер-версії)
- У грудні 2013 року гурт «Panivalkova» зробив переспів пісні «Україно».[10]

- 21 листопада 2014 року гурт «СКАЙ» випустив рок-версію пісні «Україно».[1][11] Пізніше, на день Незалежності України 24 серпня 2015 року гурт випустив її офіційний відеокліп.[12]

- У 2015 році Арсеній Данилюк, Віктор Папп і Роман Сасанчин (наставник Тіна Кароль) переспівали пісню «Україно» у 2 сезоні телевізійного співочого талант-шоу «Голос. Діти», переможцем якого зрештою став Сасанчин.

- 2016-го року Віталіна Мусієнко (наставник Святослав Вакарчук) переспівала пісню «Україно» та перемогла в фінальному турі 6 сезону телевізійного співочого талант-шоу «Голос країни».